# Verrières, Orne
Verrières, Orne là một xã thuộc tỉnh Orne trong vùng Normandie tây bắc nước Pháp. Xã này nằm ở khu vực có độ cao trung bình 130 mét trên mực nước biển.